# Raymund Faraon
Raymund Faraon (* 9. März 1988) ist ein philippinischer Poolbillardspieler.

## Karriere
Im April 2010 erreichte Faraon bei der 8-Ball-Weltmeisterschaft das Sechzehntelfinale, verlor dieses aber gegen Ko Pin-yi mit 1:10. Im Juli desselben Jahres verlor er das Achtelfinale der 9-Ball-WM gegen seinen Landsmann Francisco Felicilda.
2011 schied Faraon bei der 8-Ball-WM bereits in der Vorrunde aus, bei der 9-Ball-WM verlor er in der Runde der letzten 64 gegen Stephan Cohen.
Im Februar 2012 unterlag Faraon bei der 8-Ball-WM in der Runde der letzten 64 gegen Ko Pin-yi.
Bei der 9-Ball-Weltmeisterschaft 2013 schied er ebenfalls in der Runde der letzten 64 aus.
Im Juni 2014 erreichte Faraon bei der 9-Ball-WM zum zweiten Mal das Achtelfinale, verlor dieses jedoch wie 2010 gegen einen Philippiner, gegen Elmer Haya.
Im November 2014 gewann er durch einen 11:8-Finalsieg gegen Naoyuki Ōi die Japan Open.
Im Februar 2015 schaffte er es bei der 10-Ball-Weltmeisterschaft in die Runde der letzten 32 und unterlag dort dem Polen Mieszko Fortuński. Bei der 9-Ball-WM 2015 schied er in der Runde der letzten 64 gegen Warren Kiamco aus.